# Two Seats at the Opera
Two Seats at the Opera è un cortometraggio muto del 1916 diretto e interpretato da William Garwood.

## Produzione
Il film fu prodotto dall'Independent Moving Pictures Co. of America (IMP).

## Distribuzione
Distribuito dall'Universal Film Manufacturing Company, il film uscì nelle sale cinematografiche USA il 16 luglio 1916.